# 罗杰·梅尔森
罗杰·梅尔森（英語：Roger Myerson，1951年3月29日—）是一位美国经济学家。2007年，罗杰·梅尔森与里奥尼德·赫维克兹、埃克里·马斯金因“机制设计理论”而获得诺贝尔经济学奖。他于2019年当选为美国哲学学会会员。

## 生平

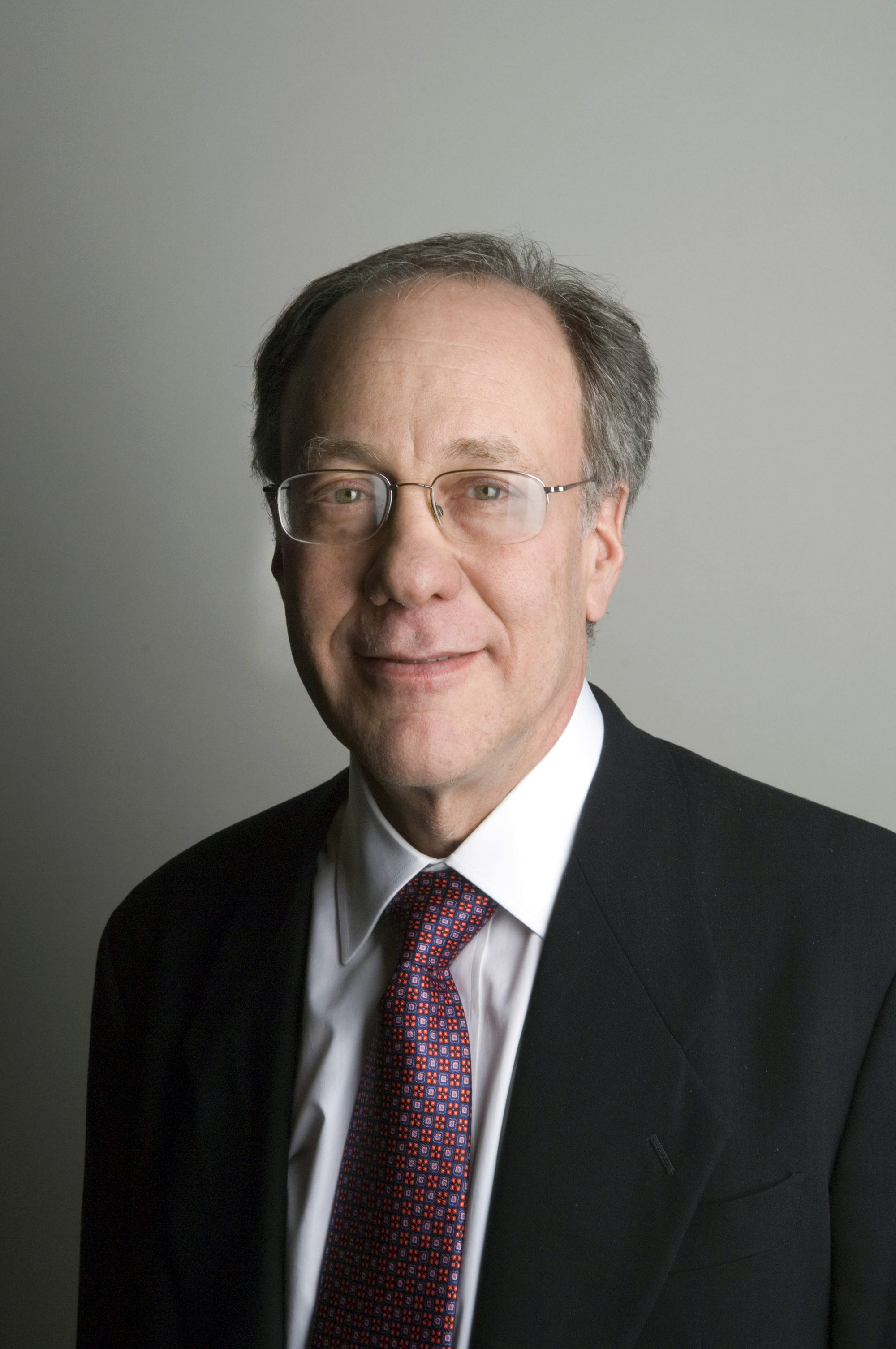
罗杰·梅尔森

迈尔森把他自己的工作描述为探求“如何在社会中获得信息，以实现资源的分配”。一方面他可以把博弈论的教材写得艰涩难懂，但另一方面又能把这些艰涩的抽象理论转化为非常实用的现实问题，为美国解决了很多经济难题。例如在世界经济学界赫赫有名的加州电力危机：20世纪80年代，美国加州的电力改革要打破电力垄断的弊端，可是在电力行业实行完全竞争又不可能，最好的办法是寡头垄断；迈尔森用“机制设计”理论，运用博弈论很好地为加州电力改革设计了方案，这个方案运行至今，效果良好。此外，迈尔森还解决了美国医学院的招生难题。美国医生是高收入群体，但是医学院大多是私立的，若不控制医学院学生人数，就不能保证医生的质量和高收入。美国政府把迈尔森的“机制设计”原理引入相关法律，限制了医学院招生的数量。近些年来，他又把研究目光转向了如何重建伊拉克政府。